# إيرل ديو
إيرل ديو (بالإنجليزية: Earl Dew)‏ هو فارس أمريكي، ولد في 1921 في ساك سيتي في الولايات المتحدة، وتوفي في 2 فبراير 1941.